# San Millán de los Caballeros
San Millán de los Caballeros – gmina w Hiszpanii, w prowincji León, w Kastylii i León, o powierzchni 24,69 km². W 2011 roku gmina liczyła 188 mieszkańców.